# Провіденс (Юта)
Провіденс (англ. Providence) — місто (англ. city) в США, в окрузі Кеш штату Юта. Населення — 8218 осіб (2020).

## Географія
Провіденс розташований за координатами 41°42′10″ пн. ш. 111°48′44″ зх. д. / 41.70278° пн. ш. 111.81222° зх. д. (41.702789, -111.812335).  За даними Бюро перепису населення США в 2010 році місто мало площу 9,82 км², уся площа — суходіл.

## Демографія
Згідно з переписом 2010 року, у місті мешкало 7075 осіб у 2174 домогосподарствах у складі 1776 родин. Густота населення становила 720 осіб/км².  Було 2282 помешкання (232/км²).
Расовий склад населення:
| - 95,5 % — білих - 1,0 % — азіатів - 0,3 % — вихідців з тихоокеанських островів - 0,2 % — корінних американців - 0,1 % — чорних або афроамериканців - 1,4 % — осіб інших рас |

До двох чи більше рас належало 1,5 %. Частка іспаномовних становила 3,3 % від усіх жителів.
За віковим діапазоном населення розподілялося таким чином: 35,5 % — особи молодші 18 років, 53,2 % — особи у віці 18—64 років, 11,3 % — особи у віці 65 років та старші. Медіана віку мешканця становила 30,4 року. На 100 осіб жіночої статі у місті припадало 95,1 чоловіків;  на 100 жінок у віці від 18 років та старших — 93,1 чоловіків також старших 18 років.
Середній дохід на одне домашнє господарство  становив 80 417 доларів США (медіана — 62 335), а середній дохід на одну сім'ю — 93 643 долари (медіана — 79 088). Медіана доходів становила 61 146 доларів для чоловіків та 35 357 доларів для жінок. За межею бідності перебувало 5,6 % осіб, у тому числі 3,6 % дітей у віці до 18 років та 3,6 % осіб у віці 65 років та старших.
Цивільне працевлаштоване населення становило 2996 осіб. Основні галузі зайнятості: освіта, охорона здоров'я та соціальна допомога — 33,6 %, виробництво — 13,9 %, науковці, спеціалісти, менеджери — 8,4 %, мистецтво, розваги та відпочинок — 8,3 %.